# Andelot-Morval
Andelot-Morval är en kommun i departementet Jura i regionen Bourgogne-Franche-Comté i östra Frankrike. Kommunen ligger i kantonen Saint-Julien som tillhör arrondissementet Lons-le-Saunier. År 2022 hade Andelot-Morval 91 invånare.

## Befolkningsutveckling
Antalet invånare i kommunen Andelot-Morval
Referens:INSEE